# Ernest de Royer
Paul-Henri-Ernest de Royer Dupré (Versailles, 29 oktober 1808 – Parijs, 13 december 1877) was een Frans advocaat, hoog ambtenaar, magistraat en politicus ten tijde van het Tweede Franse Keizerrijk.

## Biografie
Ernest de Royer studeerde aanvankelijk in Marseille, om nadien rechtenstudies aan te vatten in Grenoble en Parijs, waar hij in 1829 advocaat werd. In 1832 trad hij vervolgens toe tot het openbaar ministerie. Hij werd substituut-procureur bij de rechtbank van Die. Nadien volgde verschillende overplaatsingen: in 1833 naar Sainte-Menehould, in 1834 naar Châlons-sur-Marne, in 1835 naar Reims en uiteindelijk in 1841 naar Parijs. In Parijs vorderde hij onder meer in de zaak van de treinramp bij Meudon. In 1846 werd hij benoemd tot substituut bij het Koninklijk Hof, om er in 1848 advocaat-generaal te worden. Op 17 maart 1850 werd hij vervolgens procureur-generaal bij het hof van beroep van Parijs.
Ten tijde van de Tweede Franse Republiek was Royer voor een eerste maal minister van Justitie van 24 januari tot 10 april 1851. Na de staatsgreep van 2 december 1851 was hij kortstondig staatsraad in de Raad van State. In 1853, ondertussen tijdens het Tweede Franse Keizerrijk, maakte hij een comeback in de magistratuur door procureur-generaal bij het Hof van Cassatie te worden.
Na het overlijden van Jacques-Pierre Abbatucci op 11 november 1857 volgde Royer hem op als minister van Justitie op 16 november 1857. Zijn tweede ambtstermijn als minister van Justitie zou duren tot 5 mei 1859. Die dag werd Royer door keizer Napoleon III benoemd tot senator. Bovendien werd hij vicevoorzitter van de Senaat. Hij zou in de Senaat blijven zetelen tot de afkondiging van de Derde Franse Republiek op 4 september 1870.
In 1863 werd hij zowel eerste voorzitter van het Rekenhof als voorzitter van de departementsraad van Marne.
Op 17 maart 1869 werd hij onderscheiden met het grootkruis in het Legioen van Eer.